# Amplicaria spiculosa
Amplicaria spiculosa är en ringmaskart som först beskrevs av Knight-Jones 1973.  Amplicaria spiculosa ingår i släktet Amplicaria och familjen Serpulidae.
Artens utbredningsområde är havet kring Nya Zeeland. Inga underarter finns listade i Catalogue of Life.